# Club Deportivo Marte Soyapango
El Club Deportivo Marte Soyapango o simplemente Marte Soyapango es un club de fútbol profesional salvadoreño.

## Entrenadores
| - Daniel Bonilla (2024 - Actualidad) - Piolín Melgar - Carlos "Chicharrón" Aguilar - Manuel de Jesús Rivas (2007) - Manuel Aguilar (2007) - Guillermo Rivera (2008) - Ricardo "La Culebra" García (2009) - Fausto Omar Vásquez (2010) - Geovanni Portillo - Luis Ángel León (2011) - Edson Flores (2011) - Guillermo Rivera (2011 – 2012) - Carlos Antonio Meléndez (2012) - Raúl Toro Basáez (2013) - Miguel Ángel Soriano (2013 – August 2013) - Jorge Calles (Sep 2013 – June 2014) - Edgar Henríquez Kiko (July 2014 – July 2015) - Juan Ramón Paredes (July 2015 – Feb 2016) - Rubén Alonso (Feb 2016 – July 2016) |